# Mycena semivestipes
Mycena semivestipes é uma espécie de cogumelo da família Mycenaceae, encontrada no leste da América do Norte.